# Eibsee
Eibsee là một hồ thuộc xã Grainau ở Bayern, Đức, 9 km về phía tây nam của Garmisch-Partenkirchen và cách khoảng 100 km tây nam của München. Nó nằm ở độ cao 973.28 m, có diện tích 177,4 ha. Eibsee nằm ở khu vực chung quanh Zugspitze (2950 m trên mực nước biển), ngọn núi cao nhất ở Đức.

## Địa lý
Tên của nó là từ các cây thuộc chi taxus, trước đây có rất nhiều xung quanh hồ, ngày nay chỉ còn thấy rất ít ở rừng gần hồ.
Ở phía đông bắc phần Untersee rộng 4,8 ha và sâu 26 mét, rộng 50 mét và được ngăn cách gần như hoàn toàn với phần chính của hồ, bởi một chỗ hẹp chỉ sâu có 0,5 mét, gọi là Weitsee với diện tích 172 ha. Ở chỗ hẹp này có một cây cầu nhỏ dẫn đường mòn dọc theo bờ phía bắc Eibsee. Điểm sâu nhất của toàn bộ hồ là 34,5 mét nằm cách bờ phía đông nam khoảng 90 m (xấp xỉ vị trí của Frillensee). Các hồ nhỏ lân cận tách biệt hoàn toàn là Frillensee ở phía nam cũng như Braxensee, Steingringpriel, Steinsee, Froschsee và Drachenseelein ở phía bắc.
Hồ này do vị trí của nó nằm dưới Zugspitze và nước xanh lá trong là một trong những hồ đẹp nhất ở Bayerischer Alps. Nó được hình thành vào cuối thời kỳ băng hà cuối cùng khi sông băng Isar-Loisach tan ra, để lại một chỗ trũng chứa đầy nước. 3400-3700 năm trước, một vụ lở đất lớn với diện tích 13 km vuông, một khối lượng 350 triệu mét khối đổ xuống phần trung tâm và phía đông của hồ. Năng lượng phóng thích ước tính trong sự kiện lở đất này với chiều cao trung bình 1400 m tương ứng với khoảng 2,9 mega tấn TNT (khoảng 220 quả bom Hiroshima). Điều này dẫn đến một sự thay đổi đáng kể hình dạng của khu vực Eibsee. Hồ ngày nay có 29 chỗ trũng và 8 hòn đảo. Nó là một trong những trường hợp rất hiếm nơi đảo và vùng nước nông của hồ có địa chất trẻ hơn đáy hồ. Khoảng 8 chỗ lồi dưới đáy hồ có độ sâu nhỏ hơn 3 mét. Suối đáng kể chạy vào hồ trên mặt đất là Kotbach, chảy vào mũi phía tây bắc của hồ, và Weitersbach ở phía nam. Hồ không có hệ thống thoát nước trên mặt đất, chỉ thoát ra qua các hệ thống nước dưới mặt đất. Người ta tin rằng nguồn nước của Kreppbach cách đó chưa đầy 2 km về phía đông bắc là nước nằm dưới lòng đất được đưa từ Eibsee.

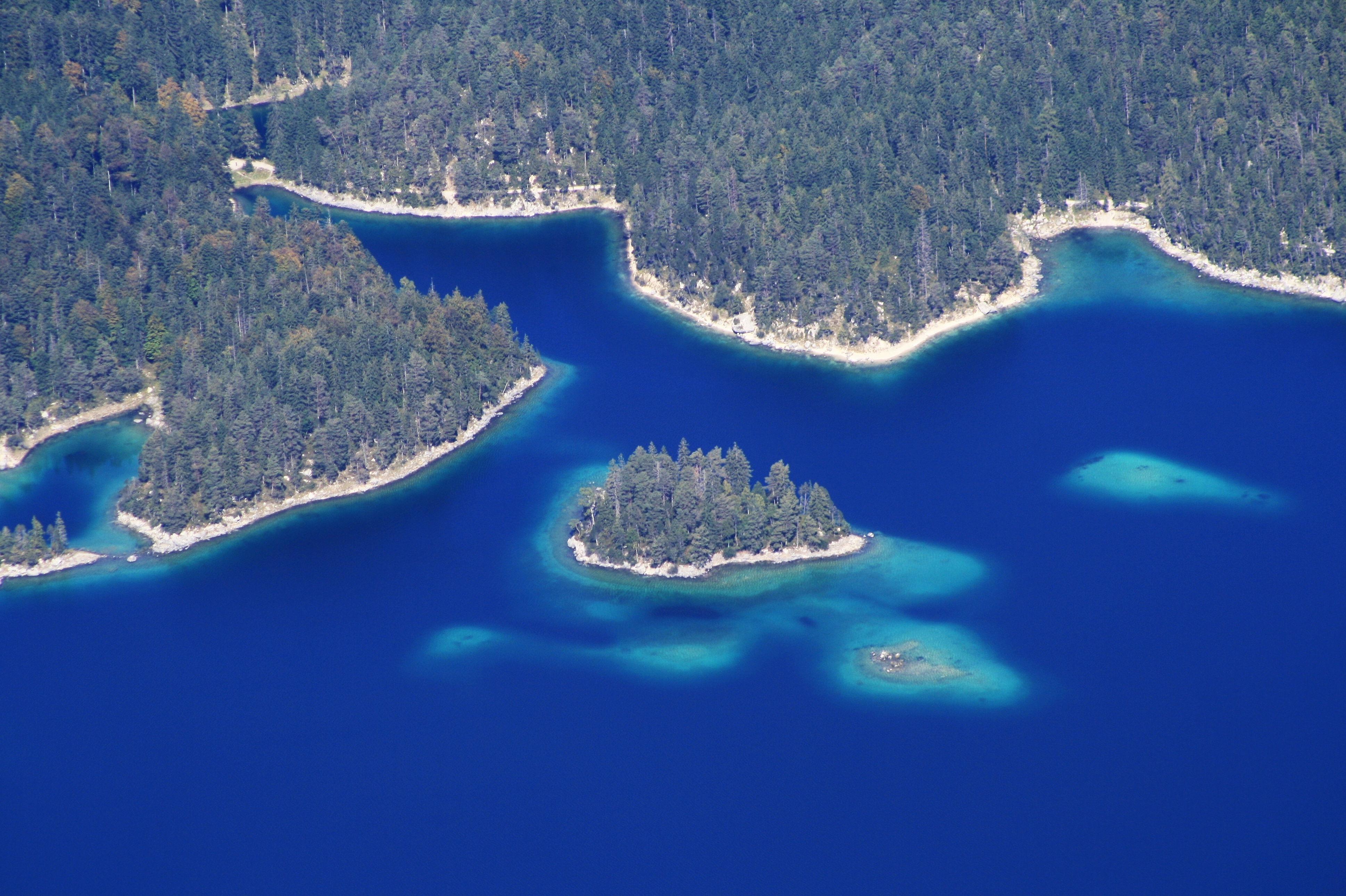
Nhìn từ Zugspitze xuống Sasseninsel và Steinbichl ở Eibsee

Hồ có thể nhìn rõ từ cáp treo Zugspitze và từ Bayerische Zugspitzbahn, cả hai đều dẫn đến Zugspitze.

## Câu cá
Trong mùa câu cá từ 1 tháng 5 cho tới 31 tháng 10, các dân câu cá nghiệp dư có thể câu được cá chó, cá hồi suối, cá hồi vân, cá hồi trắng, cá chép, cá hanh và các loại cá tuế.

## Hình ảnh

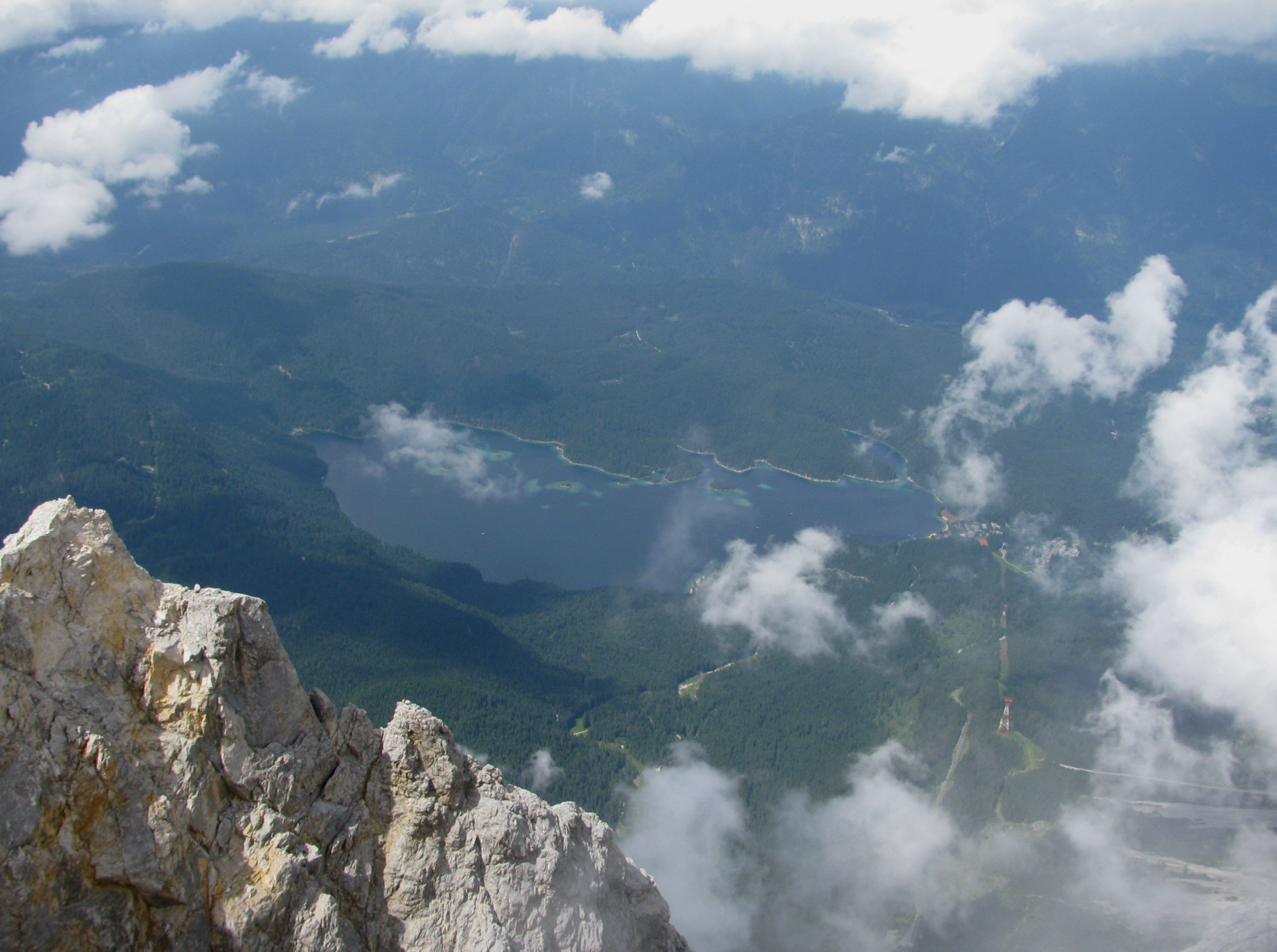
Nhìn từ Zugspitze
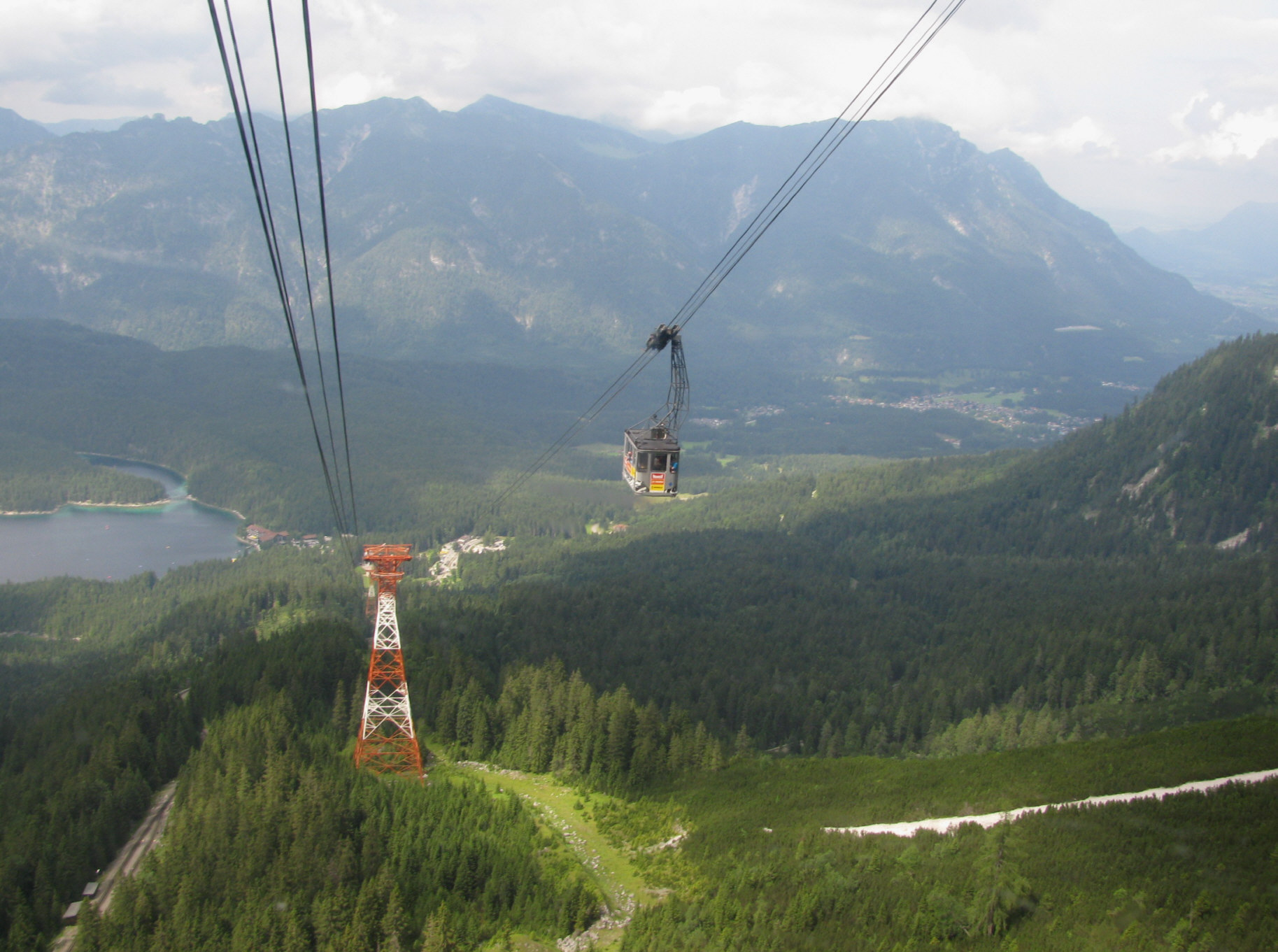
Xe cáp treo từ Zugspitze xuống Eibsee
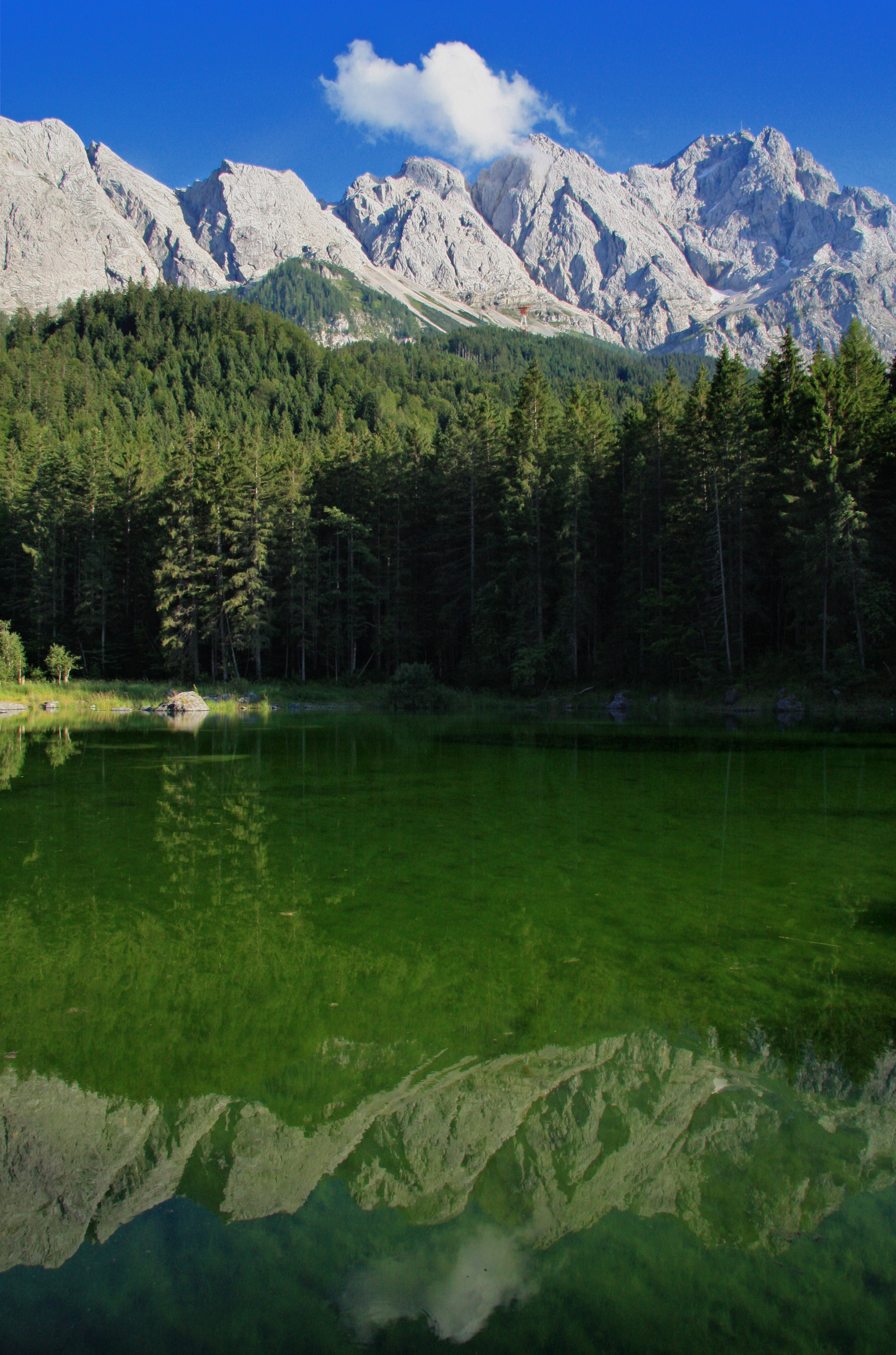
Frillensee với Zugspitze ở đằng sau
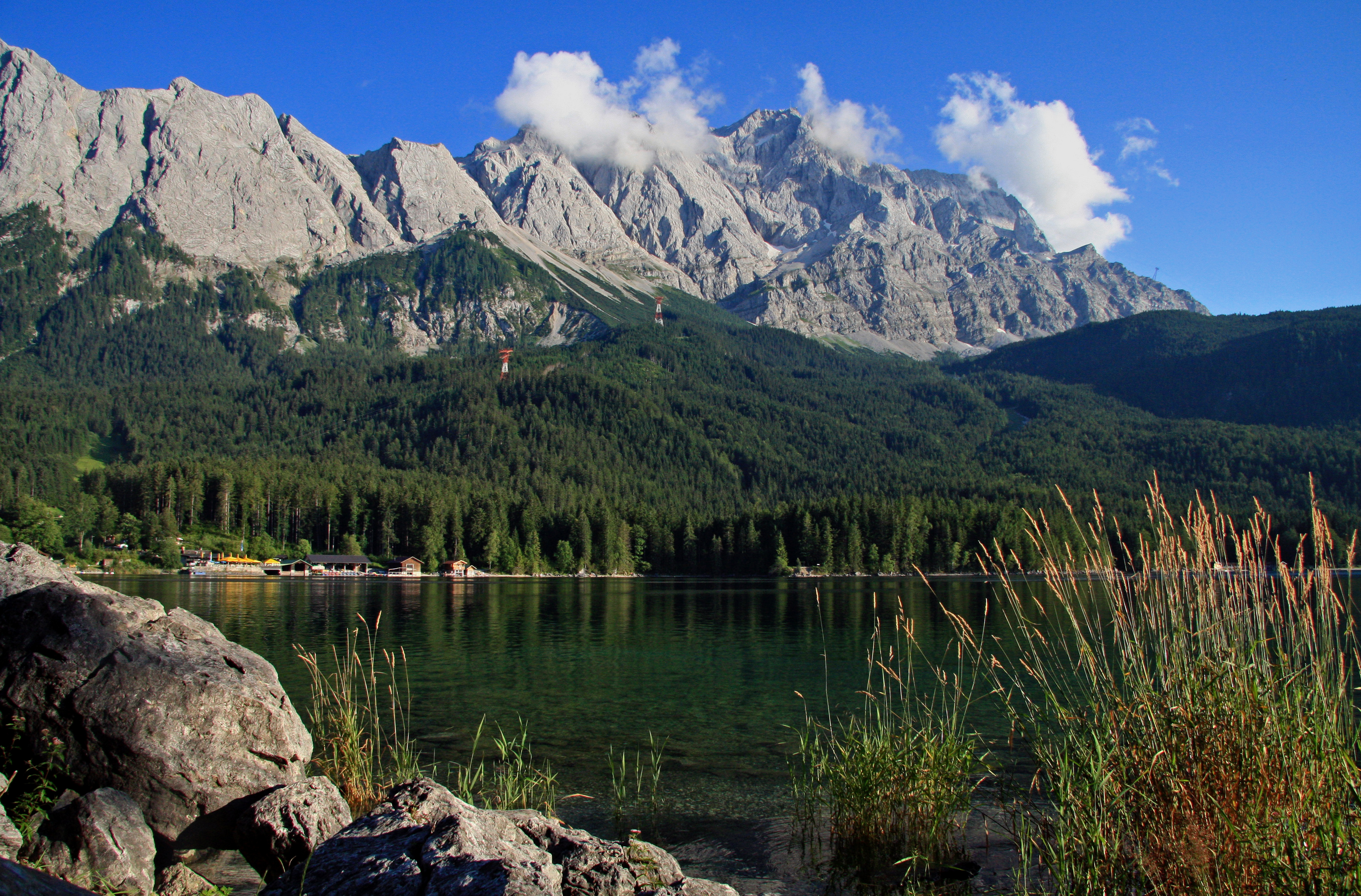
Eibsee với Zugspitze
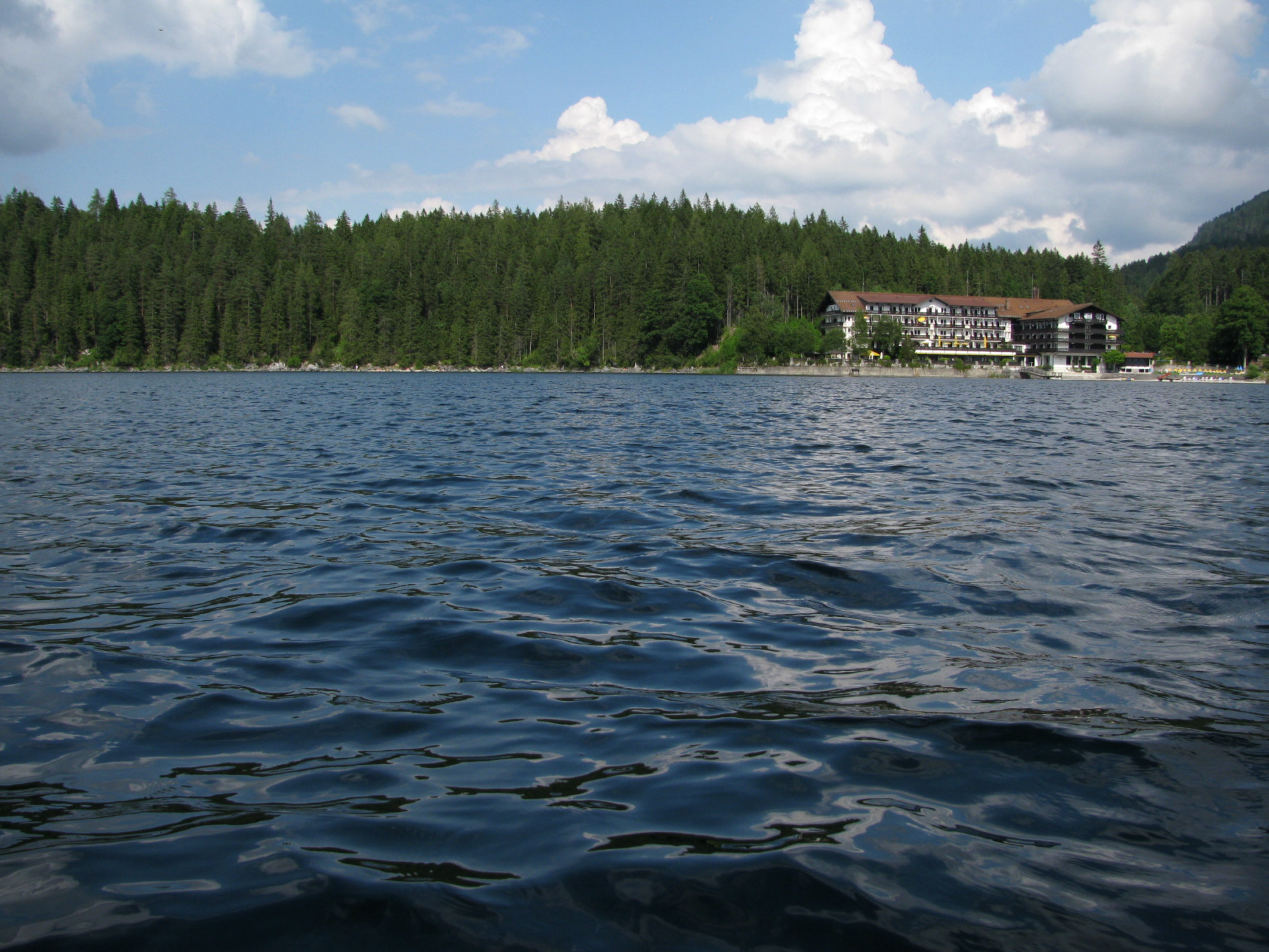
Eibsee
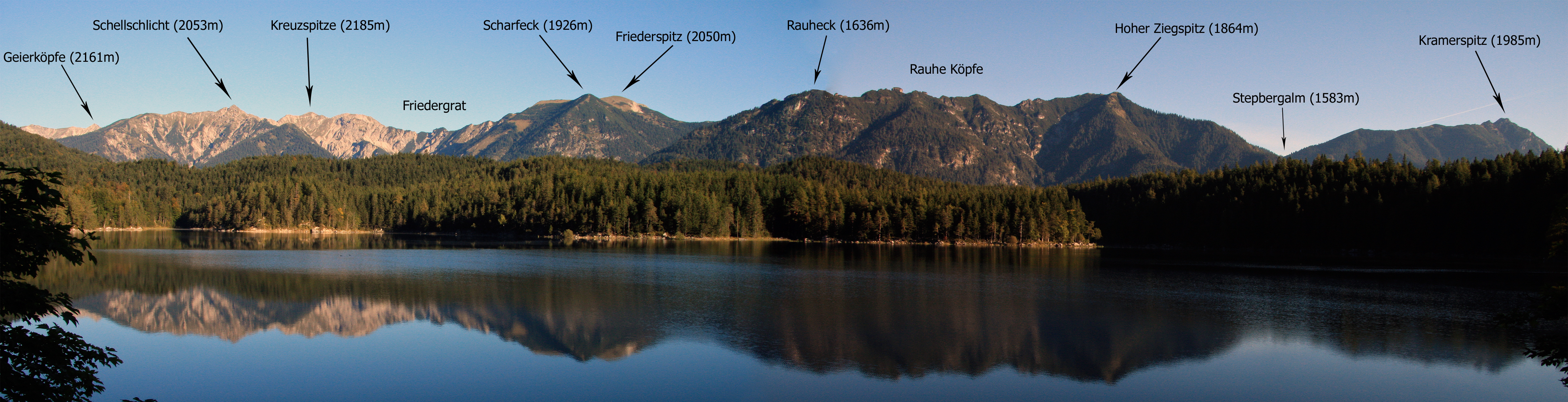
Nhìn Eibsee tới Ammergauer Alpen
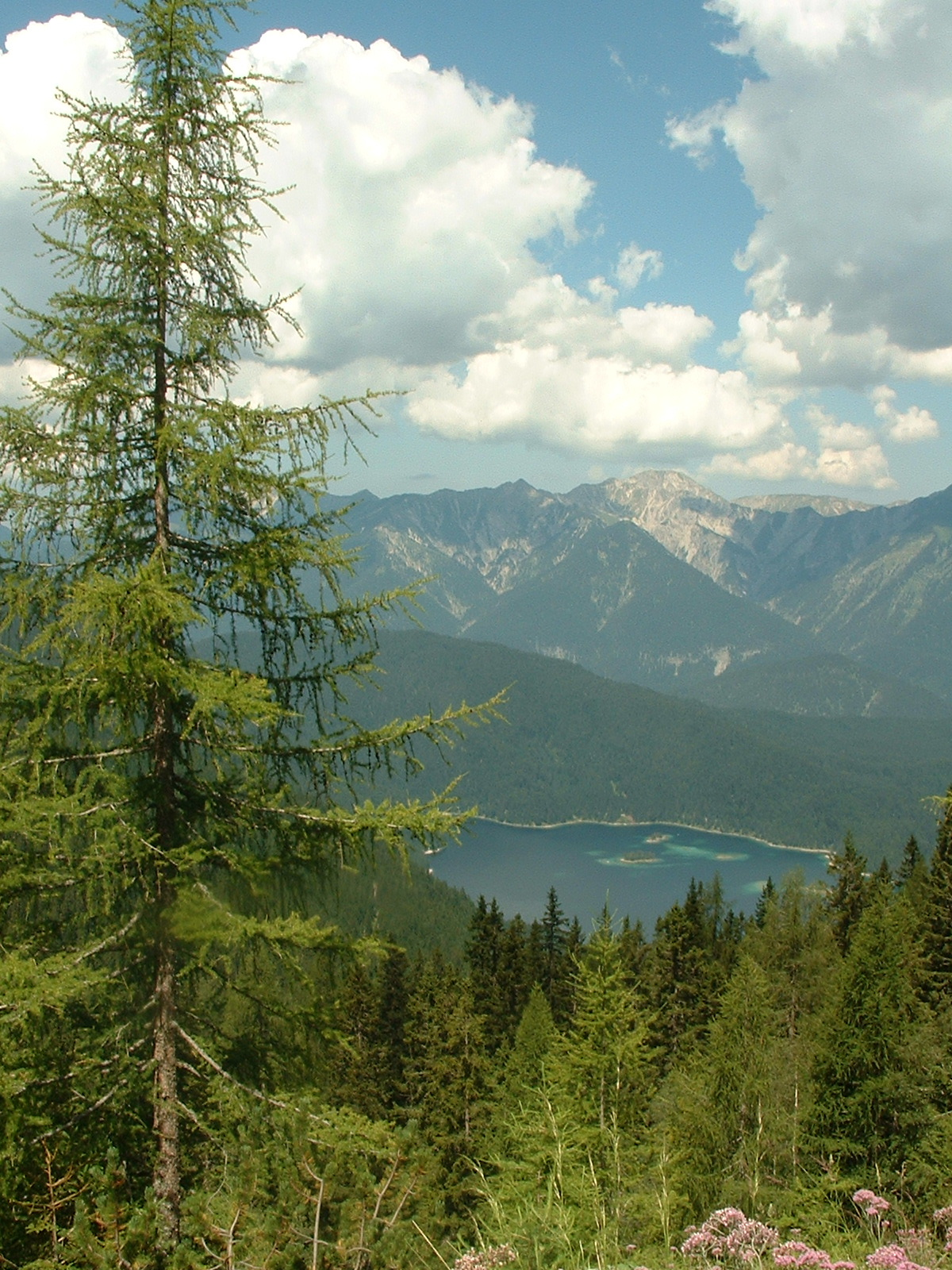
Eibsee nhìn từ Riffelriss
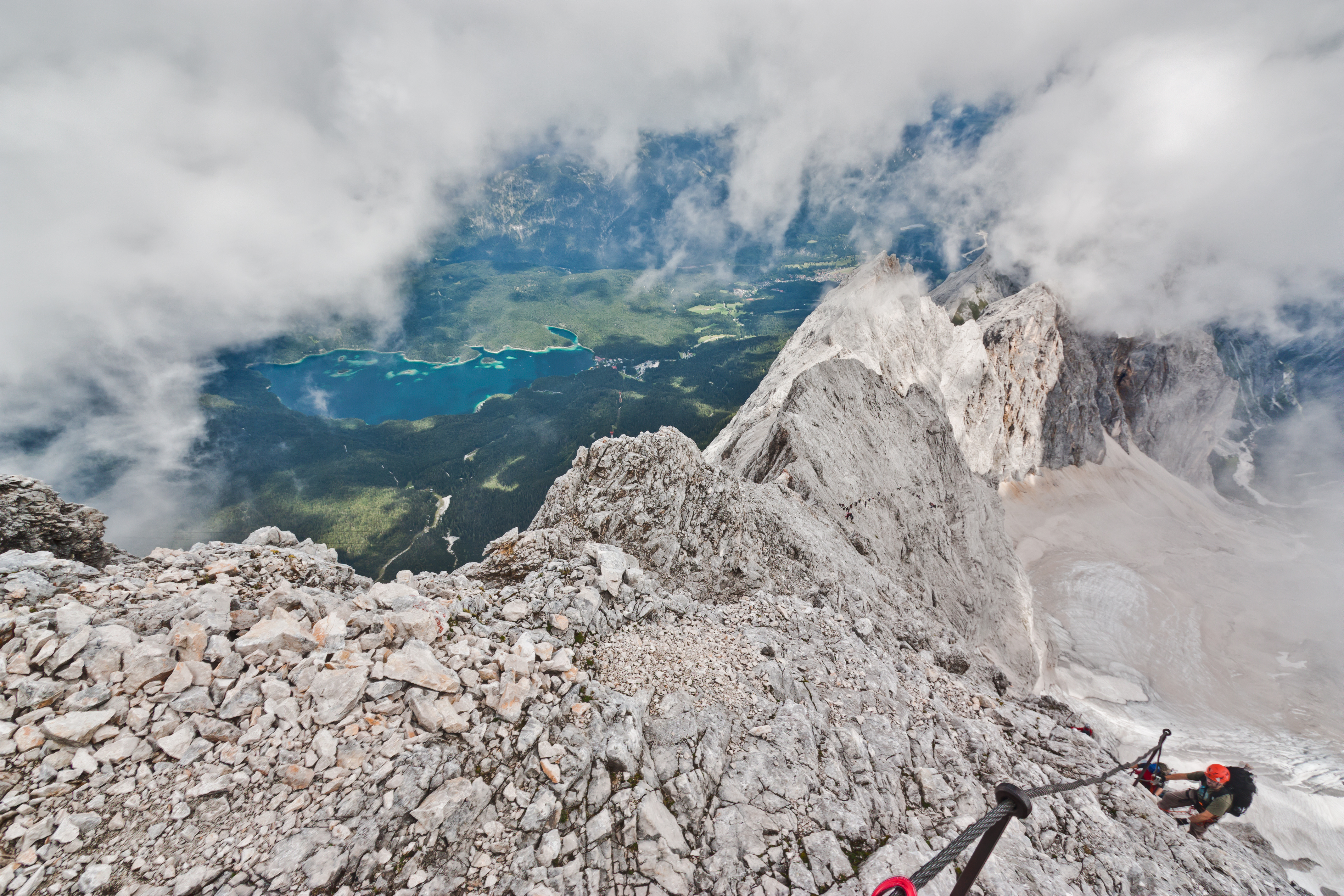
Eibsee nhìn từ Höllental Klettersteig (Zugspitze)